# Marta Menegatti
Marta Menegatti (Rovigo, 16 augustus 1990) is een Italiaans beachvolleyballer. Ze werd eenmaal Europees kampioen en nam deel aan vier opeenvolgende Olympische Spelen.

## Carrière

### 2006 tot en met 2012
Van 2006 tot en met 2009 nam Menegatti aan meerdere kampioenschappen voor junioren deel. In 2007 won ze met Gilda Lombardo zilver bij de WK onder 19 in Mysłowice en twee jaar later werd ze met Debora Allegretti Europees kampioen onder 20 op Kos. Met Greta Cicolari debuteerde ze in 2009 bovendien in de FIVB World Tour. Het duo deed mee aan drie toernooien en kwam daarbij tot een vierde plaats in Sanya. Het jaar daarop speelden Menegatti en Cicolari negen internationale wedstrijden met onder meer drie negende plaatsen als resultaat (Rome, Stare Jabłonki en Åland). Met Laura Giombini en Viktoria Orsi Toth werd ze vervolgens tweede bij respectievelijk de EK onder 23 op Kos en de WK onder 21 in Alanya. Aan het eind van het seizoen nam Menegatti met Valeria Rosso deel aan twee FIVB-toernooien met een tweede plaats in Phuket als beste resultaat.
In 2011 deden Menegatti en Cicolari mee aan twaalf reguliere toernooien in het mondiale beachvolleybalcircuit. Ze behaalden daarbij onder meer een tweede (Mysłowice), twee derde (Gstaad en Phuket) en twee vierde plaatsen (Peking en Moskou). Bij de wereldkampioenschappen in eigen land bereikte het duo de achtste finale waar het Chinese tweetal Xue Chen en Zhang Xi te sterk was. In Kristiansand wonnen Menegatti en Cicolari bovendien de Europese titel ten koste van de Oostenrijksen Barbara Hansel en Sara Montagnolli. Het jaar daarop noteerde het duo bij zeven van de acht toernooien een toptienklassering. In Peking en Stare Jabłonki werden ze tweede, in Brasilia en Berlijn derde en in Rome vierde. Bij de Olympische Spelen in Londen bereikten ze de kwartfinale die verloren werd van de latere kampioenen Misty May-Treanor en Kerri Walsh.

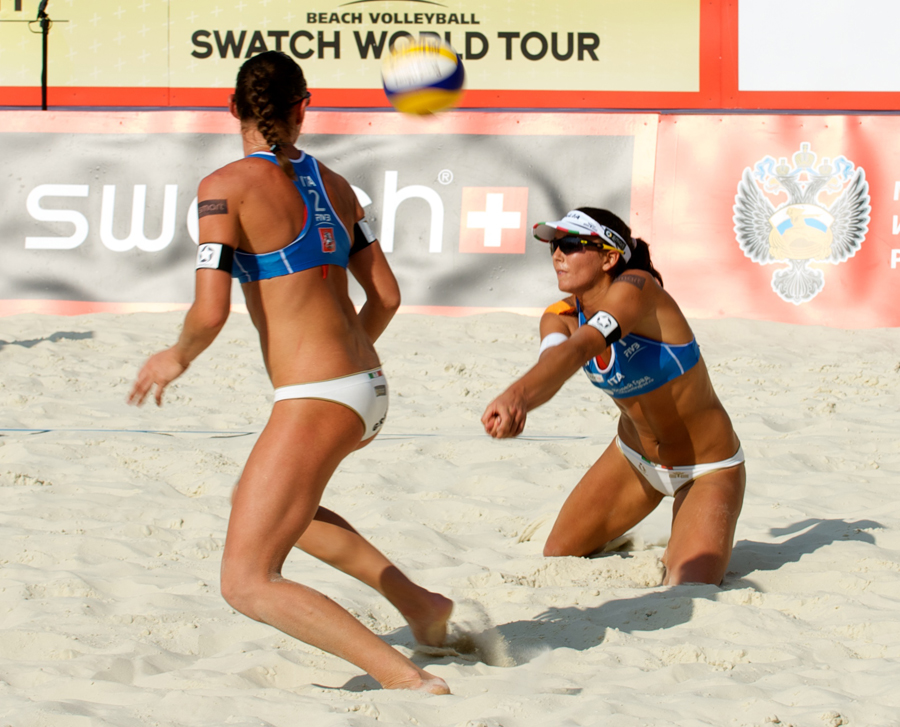
Menegatti (rechts) in actie bij de Grand Slam van Moskou (2011)

### 2013 tot en met 2016
In 2013 eindigden Menegatti en Cicolari op een gedeelde vijfde plaats bij de WK in Stare Jabłonki nadat de kwartfinale verloren werd van het Braziliaanse duo Liliane Maestrini en Bárbara Seixas. Ze speelden verder vijf wedstrijden in de World Tour met onder meer drie vijfde plaatsen als resultaat (Fuzhou, Den Haag en Rome). Bovendien wonnen ze de gouden medaille bij de Middellandse Zeespelen in Mersin ten koste van het Griekse duo Vassiliki Arvaniti en Peny Karagkouni. Vervolgens wisselde Menegatti gedurende het seizoen van partner naar Viktoria Orsi Toth. Bij vijf toernooien kwam het tweetal tot twee vierde plaatsen (Moskou en São Paulo). Het jaar daarop namen ze deel aan twaalf mondiale toernooien. Ze behaalden daarbij een tweede plaats in São Paulo, een vierde plaats in Klagenfurt en een vijfde plaats in Fuzhou. Bij de EK in eigen land werden ze in de kwartfinale uitgeschakeld door de latere kampioenen Madelein Meppelink en Marleen van Iersel.
In 2015 was het duo actief op elf reguliere toernooien in de World Tour, waarbij ze tot een overwinning (Sotsji), een tweede plaats (Antalya), twee derde plaatsen (Moskou en Puerto Vallarta) en twee vijfde plaatsen (Poreč en Saint Petersburg) kwamen. Bij de WK in Nederland verloren ze in de achtste finale van de Amerikaansen Lauren Fendrick en Brooke Sweat. Het daaropvolgende seizoen namen Menegatti en Orsi Toth in aanloop naar de Spelen deel aan tien toernooien in het internationale beachvolleybalcircuit waarbij ze op een uitzondering na enkel toptienklasseringen behaalden. In Sotsji werden ze vierde en in Maceió, Rio de Janeiro, Poreč en Gstaad vijfde. Bij de EK in Biel/Bienne ging het duo als groepswinnaar door naar de achtste finale waar het werd uitgeschakeld door Katrin Holtwick en Ilka Semmler. Vlak voor de Spelen testte Orsi Toth positief op doping waarna Menegatti met Laura Giombini aan het olympisch beachvolleybaltoernooi in Rio meedeed. Het duo eindigde als negende nadat de achtste finale verloren werd van het Amerikaanse tweetal April Ross en Kerri Walsh. Na afloop bereikten Menegatti en Giombini eveneens een negende plaats bij de World Tour Finals in Toronto.

### 2017 tot en met 2021
In 2017 speelde Menegatti met Rebecca Perry. Het duo deed mee aan acht reguliere FIVB-toernooien, maar kwam daarbij niet verder dan twee zeventiende plaatsen. Bij de WK in Wenen strandden ze na drie nederlagen in de groepsfase. Het jaar daarop partnerde ze in eerste instantie weer met Giombini. Bij acht toernooien in de World Tour kwamen ze tot een derde plaats in Shepparton en bij de EK in Nederland verloren ze in de tussenronde van Joana Heidrich en Anouk Vergé-Dépré uit Zwitserland. Na afloop van de EK vormde Menegatti opnieuw een team met Orsi Toth die inmiddels haar schorsing uitgezeten had. Het tweetal was dat jaar nog actief op zeven internationale toernooien en behaalde daarbij onder meer een overwinning in Agadir, een tweede plaats in Qinzhou en vijfde plaatsen in Moskou en Las Vegas.
Het daaropvolgende seizoen bereikten Menegatti en Orsi Toth de kwartfinale van zowel de WK in Hamburg als de EK in Moskou. In Hamburg verloren ze van de latere kampioenen Sarah Pavan en Melissa Humana-Paredes en in Moskou van het Spaanse duo Liliana Fernández en Elsa Baquerizo. In de mondiale competitie namen ze verder deel aan zeven reguliere toernooien – een vijfde plaats in Moskou als beste resultaat – en de Finals in Rome waar ze als negende eindigden. In het najaar werden ze vijfde bij het olympisch kwalificatietoernooi in Haiyang en deden ze mee aan het toernooi van Chetumal. In 2020 strandden Menegatti en Orsi Toth in Jurmala tegen de Russinnen Nadezjda Makrogoezova en Svetlana Cholomina opnieuw in de kwartfinale van de EK. Het jaar daarop kwamen ze bij vier wedstrijden in de World Tour niet verder dan een negende plaats in Sotsji. Bij de Olympische Spelen in Tokio bleef het duo na drie nederlagen steken in de groepsfase en bij de EK in Wenen was de tussenronde tegen Katja Stam en Raïsa Schoon uit Nederland het eindstation. Na afloop van de EK wisselde Menegatti van partner naar Valentina Gottardi. Het duo eindigde datzelfde jaar nog als negende bij Finals in Cagliari.

### 2022 tot en met 2024
In 2022 namen Menegatti en Gottardi deel aan acht toernooien in de Beach Pro Tour – de opvolger van de World Tour. Ze behaalden een derde plaats bij het Challenge-toernooi van Agadir en tweede plaatsen bij de Future-toernooien van Madrid en Lecce. Bij de WK in eigen land bereikten ze de kwartfinale die verloren werd van het Canadese tweetal Sophie Bukovec en Brandie Wilkerson. Bij de EK in München werden ze in de kwartfinale uitgeschakeld door Daniela Álvarez en Tania Moreno uit Spanje. Het jaar daarop was het duo actief op negen toernooien in de Beach Pro Tour. Ze wonnen het Challenge-toernooi van Saquarema op de Braziliaansen Tainá Silva en Victoria Lopes en eindigden als tweede bij het Challenge-toernooi van Edmonton achter Carol Solberg en Bárbara Seixas. Ze behaalden verder twee vierde plaatsen (Tepic en Parijs) en een vijfde plaats (Gstaad). Bij de EK eindigden Menegatti en Gottardi als vijfde, nadat ze in de kwartfinale opnieuw door Álvarez en Moreno werden uitgeschakeld. Ze sloten het jaar af met een negende plaats bij de WK in Tlaxcala, waar Mariafe Artacho del Solar en Taliqua Clancy uit Australië in de achtste finale te sterk waren.
In 2024 nam het duo deel aan zeven Elite16-toernooien. Ze kwamen daarbij tot twee vierde (Tepic en Hamburg) en drie vijfde plaatsen (Doha, Ostrava en Gstaad). Bij de Olympische Spelen bereikten ze de achtste finale waar ze werden uitgeschakeld door het Amerikaanse tweetal Sara Hughes en Kelly Cheng. In Nederland wonnen Menegatti en Gottardi zilver bij de EK, nadat de finale in twee sets verloren werd van de Duitsen Svenja Müller en Cinja Tillmann. Na afloop van het seizoen kondigde Menegatti aan een pauze van het beachvolleybal te nemen.

## Palmares
Kampioenschappen
- 2007:  WK U19
- 2009:  EK U20
- 2010:  EK U23
- 2010:  WK U21
- 2011: 9e WK
- 2011:  EK
- 2012: 5e OS
- 2013:  Middellandse Zeespelen
- 2013: 5e WK
- 2015: 9e WK
- 2016: 9e OS
- 2019: 5e WK
- 2022: 5e WK
- 2023: 9e WK
- 2024: 9e OS
- 2024:  EK

FIVB World Tour
- 2010:  Phuket Open
- 2011:  Mysłowice Open
- 2011:  Grand Slam Gstaad
- 2011:  Phuket Open
- 2012:  Brasilia Open
- 2012:  Grand Slam Peking
- 2012:  Grand Slam Berlijn
- 2012:  Grand Slam Stare Jabłonki
- 2014:  Grand Slam São Paulo
- 2015:  Grand Slam Moskou
- 2015:  Sotsji Open
- 2015:  Puerto Vallarta Open
- 2015:  Antalya Open
- 2018:  1* Shepparton
- 2018:  2* Agadir
- 2018:  3* Qinzhou

Beach Pro Tour
- 2022:  Madrid Future
- 2022:  Lecce Future
- 2022:  Agadir Challenge
- 2023:  Saquarema Challenge
- 2023:  Edmonton Challenge